# ام عظائم
ام عظائم (به عربی: أم العظائم) یک شهرداری در الجزایر است که در استان سوق اهراس واقع شده‌است.